# Aziatische klapkaakmier
De Aziatische klapkaakmier (Odontomachus monticola) is een mierensoort uit de onderfamilie oermieren. De wetenschappelijke naam van de soort is voor het eerst geldig gepubliceerd in 1892 door Emery.